# Сирарпи Дер Нерсесян
Сирарпи Дер Нерсесян (на арменски: Սիրարփի Տէր Ներսէսեան) е арменска историчка на изкуството, която специализира в сферата на арменски и византийски изследвания. Дер Нерсесян е известна академичка и пионерка в арменската история на изкуствата. Преподава в няколко институции в САЩ, включително в Харвардския университет.  Също така е членка на няколко международни институции като Британската академия (1975), Академията за надписи и художествена проза (1978) и Арменската академия на науките (1966).

## Биография

### Образование
Дер Нерсесян е родена в Константинопол през 1896 година. Тя е най-малката от три деца. Рано остава без родители: майка ѝ Акаби, умира, когато Нерсесян е на девет, а баща ѝ Михран – когато е на осемнайсет. Завършва енорийското училище Йесаян и английската гимназия в Константинопол, като още от ранна възраст владее свободно арменски, английски и френски език. През 1915 г., по време на разгара на Арменския геноцид, Дер Нерсесян и сестра ѝ Аракс са принудени да заминат за Европа, където живеят в Женева. Дер Нерсесян учи в Женевския университет няколко години, докато се установява в Париж през 1919 г. 
Дер Нерсесян е приета в университета в Сорбона, специалност – история. Учи при видните византинолози Шарл Дил и Габриел Милет и историка на изкуствата Анри Фоцилон. През 1922 г. тя става помощник на Милет и с негова помощ публикува една от първите си статии през 1929 г.  Двете дисертации, които тя представя за своя докторат (по това време е трябвало да бъдат представяни две дисертации), „L'illustration du roman de Barlaam et Joasaph“ и документа за арменските илюстрирани ръкописи през късносредновековния период, са добре посрещнати и наградени.

### Професор и пионер
През 1930 г. Дер Нерсесян се премества в Съединените щати по предложение на тримата си наставници. Там тя става хонорувана преподавателка в колежа Уелсли в Масачузетс и преподава история на изкуството. Бързо става професор, а по-късно и председателка на катедрата по история на изкуствата и директор на Музея на Фарнсуърт. Дер Нерсесян е първата жена, преподавала византийско изкуство в женски колеж, първата жена, която е била отличена с медала на Свети Григорий илюминаторът от Католикос Вазген I през 1960 г., първата жена, поканена да изнася лекции в Колежа на Франция в Париж, единствената жена в своето време, получила пълна професура в Думбартон Окс, и втората жена удостоена със златен медал от Дружеството на антикварите в Лондон през 1970 г. През 1947 г. Дер Несесян получава наградата за постижения от Американската асоциация на университетските жени.
Дер Нарсесян остава в Думбартон Окс до 1978 г., когато се оттегля във Франция и живее със сестра си в Париж. След като се пенсионира, цялата ѝ библиотека бива изпратена до Матенадаран в Ереван, за да помогне по-добре на арменските учени в обучението им. Малко след смъртта ѝ през 1989 г., в нейна чест е създаден фонд за дарения за бъдещи студенти по история на изкуството в Армения.

### Книги
- Армения и Византийската империя. Кеймбридж, Масачузетс: Harvard University Press, 1945.
- Aght'amar: Църква на Светия кръст. Кеймбридж, Масачузет: Harvard University Press, 1964.
- Арменски ръкописи в художествената галерия на Уолтърс. Балтимор: Попечителите, 1973 г.
- Арменски миниатюри от Исфахан. Брюксел: Les Editeurs d'Art Associés, 1986.
- Арменците. Ню Йорк: Праегер, 1969.
- Миниатюрна живопис в Арменското кралство Киликия от дванадесети до четиринадесети век. Washington DC: Dumbarton Oaks Studies, 1993.

### Статии
- „Арменската хроника на констебския шмпад или „на кралския историк“. Dumbarton Oaks Papers, Vol. 13, 1959, с.   141 – 168.
- „Арменско евангелие от петнадесети век“. Тримесечната публична библиотека в Бостън. 1950 г., стр.   3 – 20.
- (in Armenian) „Общ изглед на ръкописите на Сан Лазаро.“ Базмавеп. Венеция, 1947, pp.   269 – 272.
- „Езическо и християнско изкуство в Египет. Изложба в Бруклинския музей“. Художественият бюлетин. Vol. 33, 1941, с.   165 – 167.
- „Две чудеса на Богородица в стихотворенията на Готие дьо Койнси.“ Dumbarton Oaks Papers, Vol. 41, 1987, с.   157 – 163.
- „Кралството на Киликийската Армения“, „История на кръстоносните походи“, под редакцията на Кенет М. Сетън, 1969 г.